# 高橋満男
高橋 満男（たかはし みつお、1930年もしくは1931年 - 2009年6月6日）は、新潟県中魚沼郡津南町の元津南町議会議員、元津南町議長。津南町出身。

## 略歴
津南町議を6期務め、1995年から2007年には町議会議長を務めた。
2005年1月5日、新潟県町村議長会長に選ばれた。2007年6月には再任された。また2007年7月24日、全国町村議会議長会の副会長に選任された。
2007年11月、津南町議会議長を退任するに伴い、全ての役職を退任した。
町議在職中の2009年6月6日、肺炎で死去、78歳没。逝去後の7月3日、旭日双光章を受章した。